# Angélique du Coudray

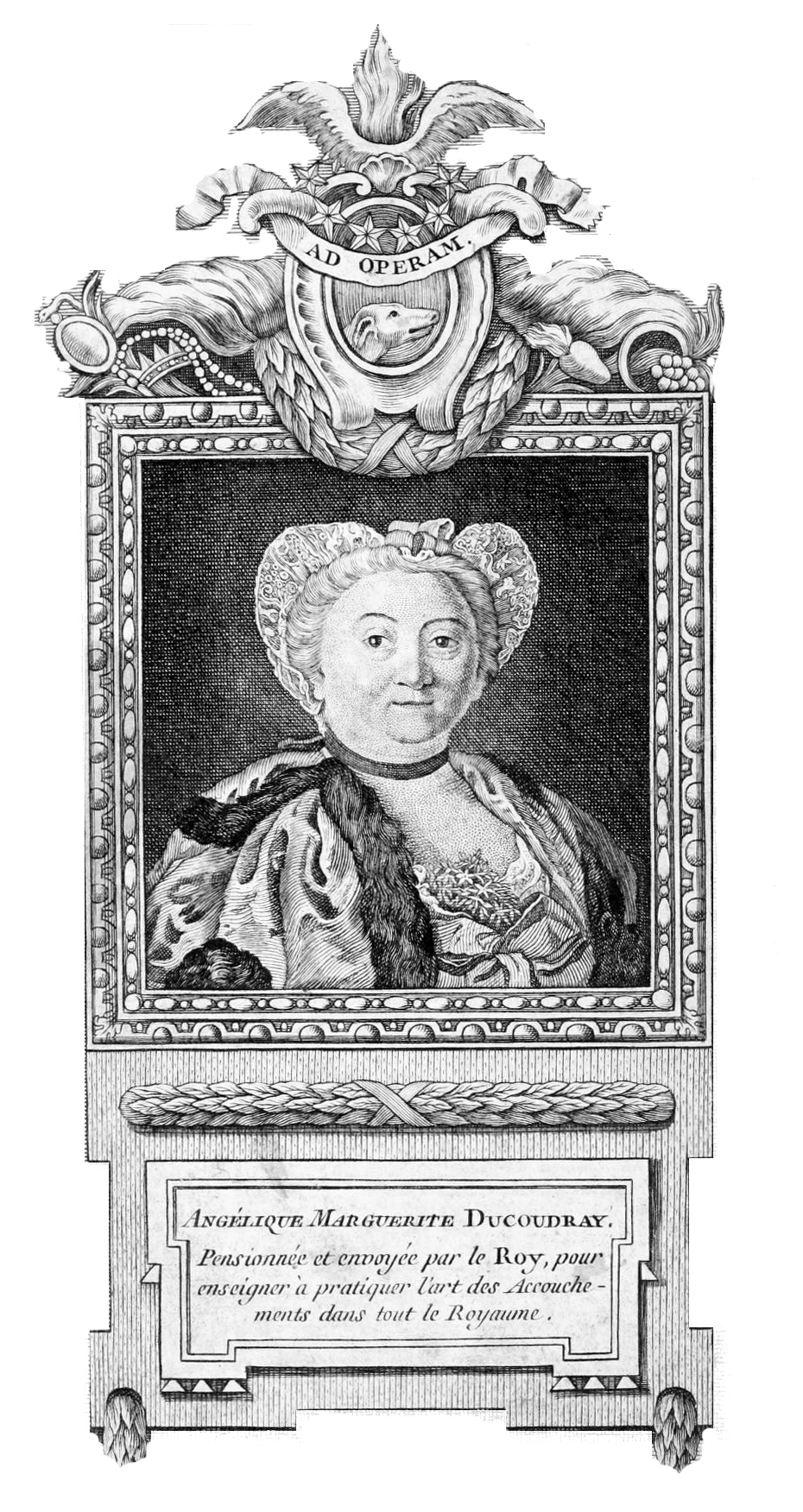
Angélique du Coudray

Angélique Marguerite Le Boursier du Coudray (* 1712 oder 1714 in Clermont-Ferrand; † 17. April 1794 in Bordeaux) war eine französische Hebamme, die wesentlichen Anteil an der Einführung einer systematischen Ausbildung von Hebammen und Geburtshelfern hatte.

## Leben
Angélique Marguerite Le Boursier du Coudray wurde 1712 (nach anderen Quellen 1714) als Nachkomme einer bedeutenden französischen Mediziner-Familie in Clermont-Ferrand geboren.
Im Februar 1740 schloss sie im Alter von 25 Jahren ihre dreijährige Ausbildung zur Hebamme ab, die sie bei Anne Bairsin, Dame Philibet Magin absolviert hatte. Ihre Prüfung zur Hebamme legte sie vor einem Gremium in der Pariser École de Chirurgie ab, bestehend aus Chirurgen, Hebammen und weiteren Mitgliedern. Nach 1740 war sie als lizenzierte Hebamme in Paris tätig.
Als 1743 der Status von Chirurgen gegenüber den Hebammen geändert wurde, so dass der Stand der Chirurgen aufgewertet wurde, diese in der Geburtshilfe tätig werden konnten und dort nicht mehr den Anweisungen von Hebammen folgen mussten, unterzeichnete du Coudray gemeinsam mit anderen Hebammen eine Petition, in der die Chirurgen beschuldigt wurden, ihre Pflichten zu vernachlässigen. Du Coudray argumentierte, dass, wenn Hebammen infolgedessen nicht mehr durch andere Hebammen ausgebildet würden, diese falsch ausgebildet würden und es somit zu einem Mangel an offiziell akkreditierten Hebammen kommen könne. Um potenzielle Schäden für Patientinnen zu vermeiden, wurden Ärzte zur Lösung des Problems aufgerufen. Daraufhin konnte erreicht werden, dass Hebammen weiterhin eine fundierte Ausbildung erhielten, und du Coudray wurde zur leitenden accoucheuse (Hebamme) des Hôtel-Dieu in Paris ernannt.
Du Coudray veröffentlichte im Jahr 1759 ihre Abhandlung über die Geburtshilfe Abrégé de l’art des accouchements (dt. Zusammenfassung über die Kunst der Geburtshilfe), welche die Überarbeitung eines Buches über Geburtshilfe von François Mauriceau aus dem Jahr 1668 war.
Im selben Jahr beauftragte König Ludwig XV. sie, Bauernfrauen zu unterrichten, um die Kindersterblichkeit zu verringern. Er stattete sie mit einem königlichen Befähigungszeugnis und einem Gehalt aus. Zwischen 1760 und 1783 reiste sie durch das ländliche Frankreich und teilte ihr umfangreiches Wissen mit armen Bäuerinnen, aber auch mit den Ärzten in den ländlichen Gebieten. Während dieser Zeit hat sie schätzungsweise in über vierzig französischen Städten und Dörfern unterrichtet und etwa 4000 Hebammen direkt ausgebildet. Die anschauliche Ausbildung vor Ort war auch deshalb unerlässlich, weil die Schülerinnen zum größten Teil nicht lesen und schreiben konnten. Madame du Coudray war auch für das Training von 6000 weiteren Frauen verantwortlich, die von ihren ehemaligen Schülerinnen unterrichtet wurden. Zudem hat sie ungefähr 500 Chirurgen und Ärzte unterrichtet. Durch die Ausbildung anderer wurde du Coudray zu einer Berühmtheit, international zum Symbol des französischen medizinischen Fortschritts und revolutionierte durch ihre Unterrichtsmethode die Geburtshilfe und die Lehre darüber im damaligen Frankreich.
Angélique Marguerite Le Boursier du Coudray starb am 17. April 1794 in Bordeaux. Es ist nicht klar, ob sie in den Wirren der Französischen Revolution wegen der Unterstützung, die sie von Ludwig XV. erfahren hatte, umgebracht wurde oder ob sie eines natürlichen Todes starb.

### „Die Maschine“

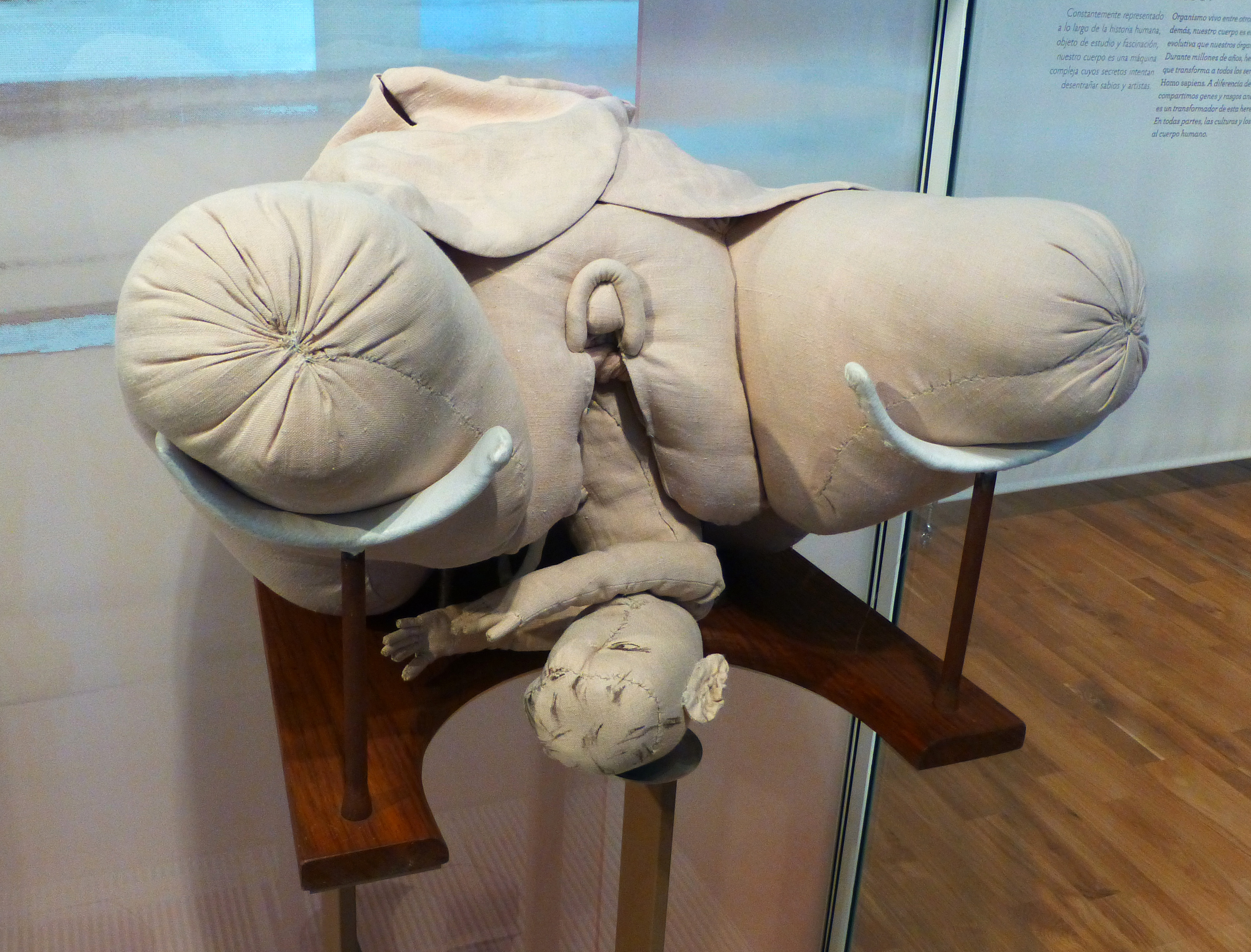
„Die Maschine“ der Madame Du Coudray

Du Coudray erfand die erste Puppe, an der geburtshilfliche Handgriffe geübt werden konnten. Bekannt wurde sie unter dem Namen La Machine („Die Maschine“). Die Herstellung kostete etwa 300 Livre. Sie bestand aus Stoff, Leder und Füllmaterial. Gelegentlich wurden menschliche Knochen benutzt, um den Torso zu formen. Die Maschine stellt den Torso einer gebärenden Frau mit einem Fötus in der Gebärmutter dar. Mit Seilen und Bändern wurde die Dehnung des Geburtskanals und des Perineums simuliert, um den Geburtsvorgang zu demonstrieren.
Der Kopf der Säuglingspuppe hatte eine geformte Nase, genähte Ohren, mit Tinte gezeichnetes Haar und einen offenen Mund mit Zunge. In den Mund konnte ein Finger bis zu einer Tiefe von 5 cm gesteckt werden. Dieses Detail war wichtig, da es der Hebamme ermöglichte, zwei Finger in den Mund zu stecken, um dem Kopf im Falle einer Geburt in Beckenendlage die Passage durch den Geburtskanal zu erleichtern (siehe Veit-Smellie-Handgriff). Die Puppen waren sehr detailliert und sorgfältig gearbeitet. Weiterhin erlaubten die aufgeschlagenen Tücher der Lehrkraft, die Puppe realitätsnah verdeckt in verschiedene Positionen zu bringen, um das Raumverständnis und das Ertasten der Hebamme zu schulen.
Die Erfindung einer Geburtsmaschine wird auch dem Schotten William Smellie zugeschrieben, doch die französische Akademie der Chirurgen entschied, dass du Coudray einen früheren Anspruch auf die Erfindung habe.

### Ausbildungsreisen
Ihre erste Ausbildungsreise führte sie im November 1761 nach Moulins. Der Intendant von Moulins, Claude Le Nain, hatte bereits durch Korrespondenz vom Wirken du Coudrays gehört und lud sie ein, in Moulins zu unterrichten. Über ihre Ankunft war Le Nain hocherfreut, unterstützte sie und lud sie ein, bei sich zu wohnen. Zu ihrer ersten Stunde erschienen 80 Frauen, zur zweiten 70. Während der Erntezeit kamen weniger Frauen. Du Coudray schickte Frauen weg, die kein Talent für die Geburtshilfe hatten, und arbeitete intensiv mit den übrigen. Für die Teilnahme am Kurs zahlten die Frauen 36 bis 40 Livres. In diesem Preis war auch ein Abschlusszertifikat enthalten.
Du Coudray arbeitete intensiv mit ihren Schülerinnen. Sie unterrichtete zunächst die Grundlagen der weiblichen Anatomie und der Fruchtbarkeit, dann die Vorgänge und Veränderungen, die sich durch eine Schwangerschaft einstellen, um anschließend den Geburtsvorgang zu üben. Dazu gehörten auch Vorträge über schwierige Geburten, Zwillingsgeburten, Steißlagen und Totgeburten. Zudem gehörte auch die Nachsorge für Mutter und Kind zu ihren Vorträgen. Die Kurse fanden an sechs Tagen in der Woche statt, jeweils morgens und am Nachmittag, und dauerten zwei Monate. Die Frauen hatten so ausreichend Gelegenheit, die Vorträge zu hören und auch die Handgriffe an der Maschine zu üben. Die besten Schülerinnen durften unter Coudrays Anleitung dann auch bei Geburten tätig werden. In den meisten Städten, in denen sie ihre Ausbildung anbot, erhielt sie als Bezahlung 300 Livres für einen Monat Lehrtätigkeit.
Ihre weiteren Reisen führten sie nach Autun, Bourg-en-Bresse, Chalon-sur-Saône, Limogne-en-Quercy, Tulle, Angoulême, Bourdeilles, und 1764 lehrte sie in Poitiers. Danach reiste sie nach Sablé-sur-Sarthe, und 1769 war sie in Périgueux und Agen. Sie bereiste mehr als 40 Gemeinden und unterrichtete vor Ort.
Ihre Ausbildung widmete sich auch der verstärkten Sorge um wenig lebensfähige Säuglinge, die bis dahin in der Betreuung nicht im Fokus gestanden hatten. Solche Babys wurden bis dahin häufig von der Mutter getrennt; die Hebamme kümmerte sich um die Mutter, und die Kinder wurden alleine oft einfach nur auf dem Flur liegen gelassen, bis sie starben. Durch intensivere Pflege konnten viele Kinder gerettet werden.

### Lehrbuch
Die Unterrichtspunkte orientierte du Coudray am Aufbau ihres Lehrbuchs Abrégé de l’art des accouchements. Sein Aufbau startet mit der weiblichen Anatomie und der Fruchtbarkeit, dann folgen die Vorgänge und Veränderungen, die sich durch eine Schwangerschaft einstellen und anschließend wird der Geburtsvorgang vorgestellt. Dazu gehören auch Kapitel über schwierige Geburten, Zwillingsgeburten, Steißlagen und Totgeburten, zusätzlich auch die postnatale Pflege von Mutter und Kind. In ihrem Lehrbuch geht sie auch auf ungewöhnliche Umstände bei Geburten ein.

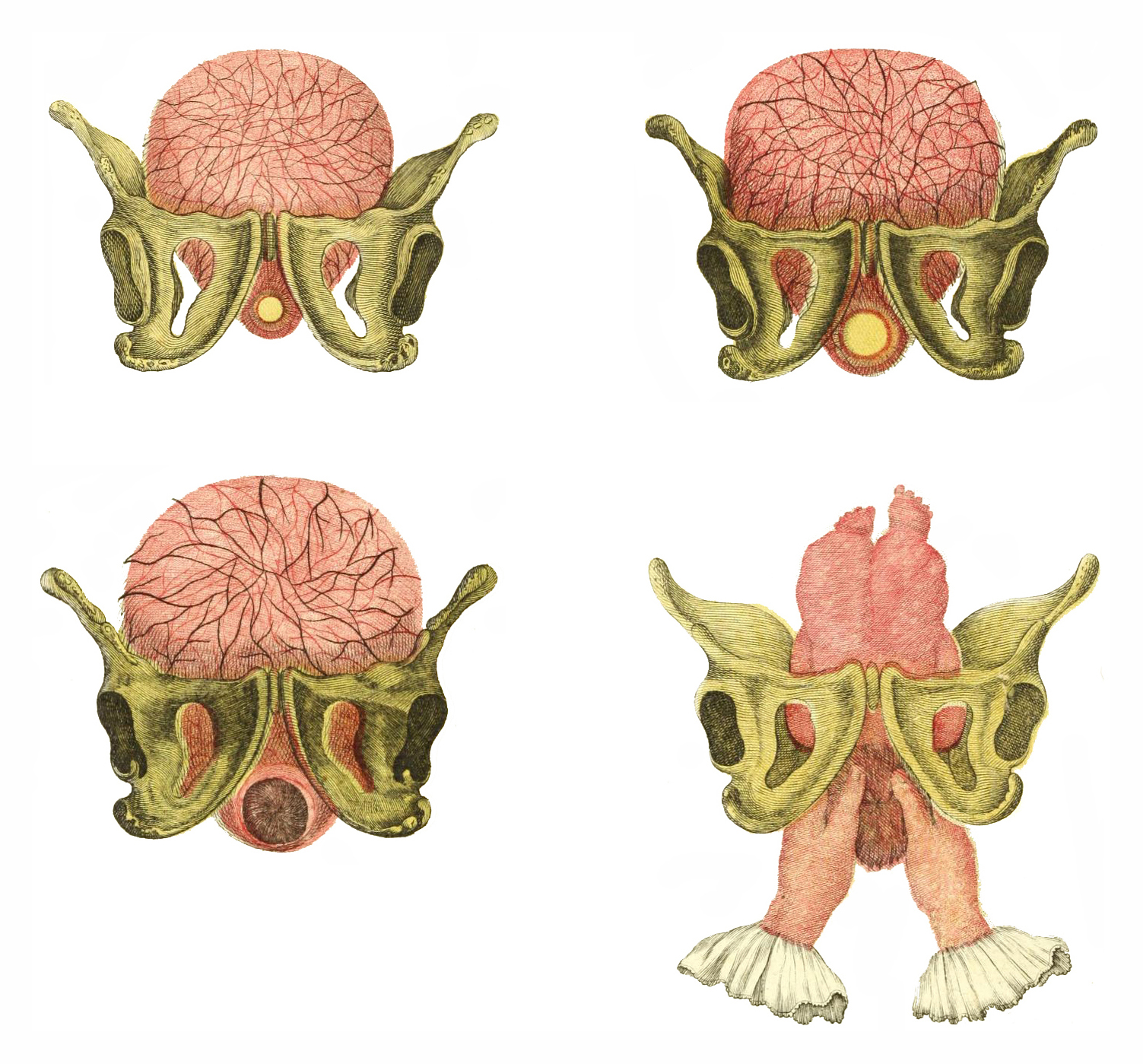
Abbildungen aus Abrégé de l’Art des Accouchements. Ausgabe 1777

## Werk
- Abrégé de l’Art des Accouchements. Veuve Delaguette, Paris 1759 (Digitalisat auf Gallica).
  - Weitere Ausgaben:
    - Pintia, Abbeville 1759 (Digitalisat)
    - Nouvelle Edition. P. Toussaints, Saintes 1769 (Digitalisat)
    - Nouvelle Edition. Debure, Paris 1777 (Digitalisat)
    - Lulu.com, 2016, ISBN 978-1-326-75239-2 (eingeschränkte Vorschau in der Google-Buchsuche)

## Moderne Rezeption
Nach ihr benannt sind die Entbindungskliniken La maternité Angélique Du Coudray de l'hôpital Delafontaine in Saint-Denis und La maternité Angélique du Coudray à l'hôpital Marc Jacquet de Melun in Melun. Ebenso tragen die Straßen Rue Angélique Du Coudray in Thorigné-Fouillard und Brest, die Rue Angélique Ducoudray in Dijon und die Rue Angélique-Marguerite du Coudray le Boursier in Besançon ihren Namen.
Die amerikanische Künstlerin Judy Chicago widmete Angélique Marguerite Le Boursier du Coudray eine Inschrift auf den dreieckigen Bodenfliesen des Heritage Floor ihrer Installation The Dinner Party. Die mit dem Namen Angelique du Coudray beschrifteten Porzellanfliesen sind dem Platz mit dem Gedeck für Caroline Herschel zugeordnet.